# Baba Diané
Pour les articles homonymes, voir Diané.

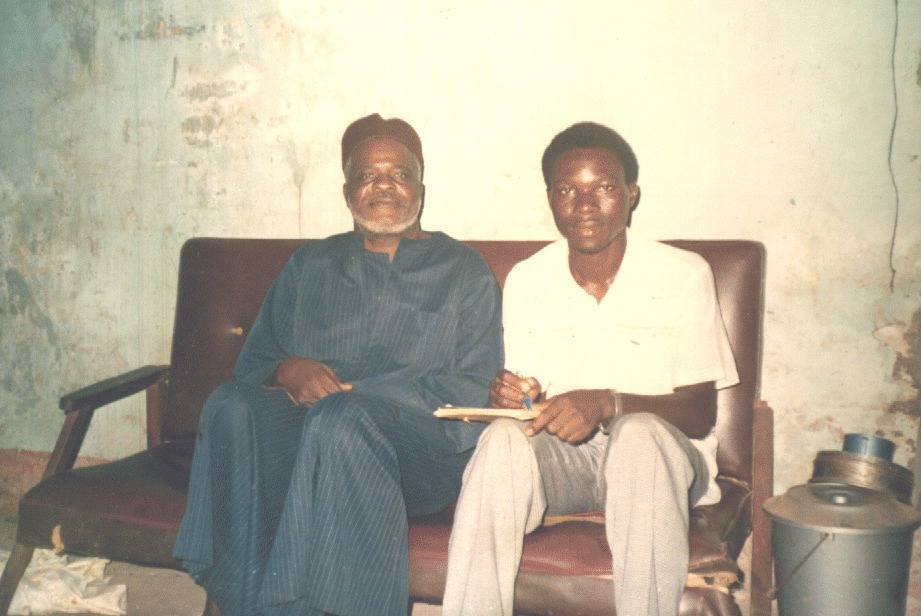
Baba Diané (à droite) en compagnie de Solomana Kanté (gauche).

Baba Diané, né en 1955 à Kankan en république de Guinée, est un écrivain guinéen.
Inspecteur d’enseignement technique et professionnel, il est nommé en 2016, directeur chiasse national de la formation professionnelle et technique,,.

## Biographie
Dr Baba Diané né en 1955 à Kankan, il fait ses études primaires et secondaires à Bathé-Nafadji et Kankan.
Il sera orienté à la faculté d’électrotechnique de l’institut polytechnique Gamal-Abdel-Nasser de Conakry, où il décroche le diplôme d’ingénieur en télécommunications. Au Canada, il décroche un deuxième cycle en administration scolaire de l’Université du Québec à Trois Rivières (UQTR), et d’un doctorat en sciences de l'éducation de l’université de Versailles Saint-Quentin-en Yvelines, en France.

## Parcours professionnel
Baba Diané est inspecteur d’enseignement technique et professionnel, et assume depuis le 7 septembre 2011 la fonction de directeur national de la formation et du perfectionnement des personnels enseignants (DNFPPE), puis depuis 2016, il est chargé de la direction nationale de la formation professionnelle et technique,.

## Œuvres
- 2019 : La démarche d'assurance qualité dans la formation à l'enseignement, L'enseignement élémentaire en Guinée, aux éditions L'Harmattan Guinée.
- 2019 : L'anneau à rétablir, pour une valorisation des savoirs locaux, aux éditions L'Harmattan Guinée.
- 2017 : Les enseignant(e)s de l'éducation de base en guinée, professionnalisation et professionnalité ; préface de Albert Damantang Camara ; aux éditions L'Harmattan Guinée[7],[8].
- 2014 : Formation initiale des maîtres en Guinée et enjeux de la scolarisation primaire universelle ; préface Hadja Aida Bah Diallo, aux éditions L'Harmattan Guinée[9].